# Tull (Arkansas)
Pour les articles homonymes, voir Tull.
Tull est un village situé dans l’État américain de l'Arkansas, dans le comté de Grant.